# (7330) Анналемайтре
(7330) Анналемайтре (лат. Annelemaitre) — астероид, относящийся к группе астероидов пересекающих орбиту Марса. Он был открыт 2 декабря 1981 года американским астрономом Эдвардом Боуэллом в обсерватория Андерсон-Меса и назван в честь бельгийского математика Анны Лемайтре (англ. Anne Lemaître).

Орбита астероида Анналемайтре и его положение в Солнечной системе